# Ocean’s 13

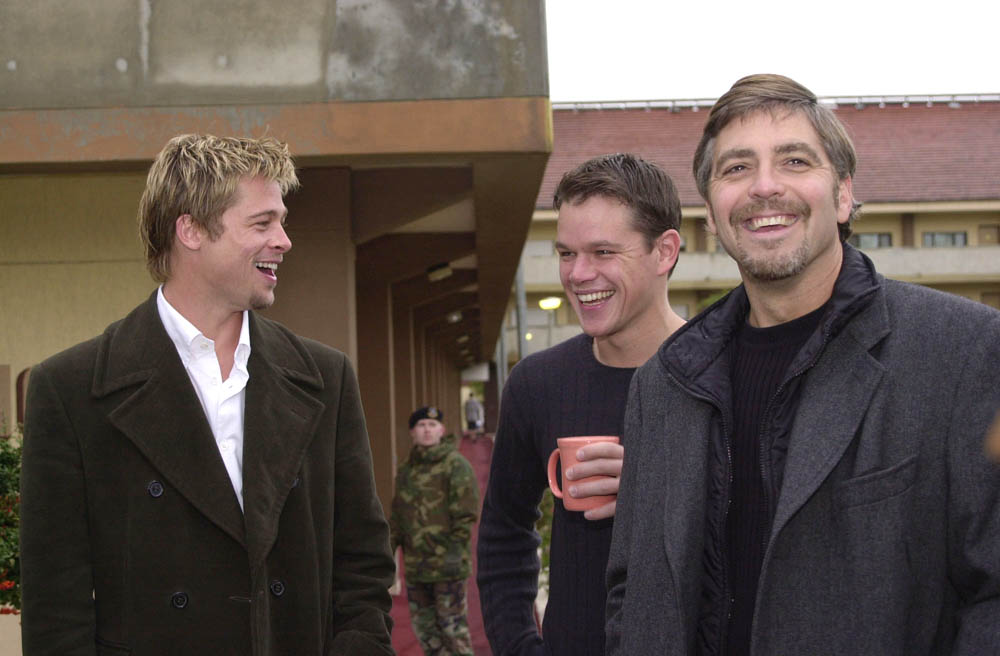
Die drei Hauptdarsteller Brad Pitt, Matt Damon und George Clooney (v. l. n. r.)

Ocean’s 13 (Originaltitel: Ocean’s Thirteen) ist ein Spielfilm aus dem Jahr 2007 von Steven Soderbergh. Er ist, nach Ocean’s Eleven (2001) und Ocean’s 12 (2004), der dritte Teil der Ocean's-Filmreihe.

## Handlung
Reuben Tishkoff will gemeinsam mit dem Casinoinhaber Willy Bank ein neues Hotelcasino in Las Vegas errichten. Bank betrügt ihn aber und zwingt ihn, seine Anteile am Casino an ihn abzutreten. Daraufhin erleidet Reuben einen Herzinfarkt und wird bettlägerig und apathisch. Die Gang um Danny Ocean beschließt, Reuben zu rächen, indem sie die Spielautomaten und Spieltische in Banks neuem Casino manipulieren. Sie planen, das mit künstlicher Intelligenz ausgestattete Casino-Überwachungssystem Greco drei Minuten lang durch eine Magnetfeldröhre auszuschalten. Dabei sollen so viele Casinogäste wie möglich in kurzer Zeit große Summen gewinnen können. Anschließend soll mit einer Tunnelbohrmaschine ein künstliches Erdbeben ausgelöst werden, wodurch alle Gewinner samt ihren Gewinnen das Casino dank einem im Vorfeld initiierten Evakuierungsplan – der „Exit-Strategie“ – unbehelligt verlassen können.
Bank rechnet damit, für dieses Hotelcasino ein weiteres Mal den Five Diamond Award zu bekommen, aber die Bande setzt Saul als falschen Hoteltester ein und sorgt gleichzeitig dafür, dass der echte Tester einen sehr schlechten Eindruck von Hotel und Casino bekommt. Es ist offensichtlich, dass er ein vernichtendes Urteil über das Hotel fällen wird.
Da das gemeinsame Kapital der Zwölf aufgrund eines Ausfalls der Tunnelbohrmaschine nicht reicht, wendet die Bande sich gezwungenermaßen an Terry Benedict, ihr früheres Opfer, um um finanzielle Unterstützung zu bitten. Benedict verlangt dafür, dass Banks fünf Diamantencolliers gestohlen werden. Er will dadurch nicht in deren Besitz gelangen, sondern Bank das nehmen, woran ihm am meisten liegt. Bank hat seiner Frau für jede Auszeichnung eines seiner Casino-Hotels ein Diamantencollier geschenkt und bewahrt diese in seinem Hotel in einem besonders gesicherten Raum auf. Um an die Diamanten zu kommen, will Linus alias Pepperidge Banks Assistentin Abigail Sponder verführen, die als einzige außer Bank Zutritt zum Diamantenraum hat. Mit Hilfe eines Duftstoffes kann er sich für sie unwiderstehlich machen.
Greco wird von Bank ungewollt zu einem dreiminütigen Ausfall gebracht, da in sein neues Handy eine Magnetfeldröhre eingebaut wurde, die Greco dazu bringt, sich als Schutzmaßnahme selbst herunterfahren und neu zu starten. Der Ausfall wird dazu genutzt, um eine halbe Milliarde Dollar bei manipulierten Roulette- und Würfelspielen zu gewinnen. Ein durch das künstliche Beben ausgelöstes natürliches Erdbeben sorgt schließlich für die Evakuierung des Hotels.
Obwohl Terry Benedict zunächst angeblich auf die Diamanten hat verzichten wollen, versucht er später, sie mit Hilfe vom „Nachtfuchs“ Toulour nach dem Raub an sich zu bringen. Dem Team gelingt es, Toulour mit falschen Diamanten auszutricksen. Die richtigen Juwelen sind nach wie vor in einem Glaskasten aus dickem Panzerglas, das an der Betondecke im obersten Geschoss des Hotels befestigt ist. Der Beton wird zuerst kreisförmig von oben gesprengt. Dann zieht ein Hubschrauber dieses Stück mit dem Glaskasten heraus und fliegt davon.
„Zur Strafe“ bekommt Benedict seinen 72 Millionen US-Dollar betragenden Anteil am Gewinn nicht ausgezahlt. Stattdessen wird die Summe in seinem Namen an Waisenkinder gespendet, wozu er später gönnerhaft bei Oprah Winfrey Stellung nimmt.
Gegen Ende treffen sich alle 12 (also ohne Terry Benedict – die Nummer 13) an einem Kanal in Las Vegas und Danny überreicht Reuben, der dank Basher Tarrs Briefen seinen Lebenswillen wiedergefunden hat und genesen ist, einen Kaufvertrag für ein Grundstück in Las Vegas; sie wollen ein Casino aufbauen.
In der Schlussszene trifft Rusty am Flughafen auf den Hoteltester, der verzweifelt versucht, die Stadt zu verlassen, jedoch kein Flugticket bekommt. Rusty manipuliert einen Spielautomaten und beschert dem Tester einen Gewinn in Höhe von elf Millionen Dollar.

## Synchronisation
Die deutsche Synchronisation entstand nach einem Dialogbuch von Alexander Löwe unter der Dialogregie von Frank Schaff im Auftrag der Interopa Film GmbH in Berlin.
| Rolle                             | Schauspieler/in   | Deutsche Stimme       |
| --------------------------------- | ----------------- | --------------------- |
| Daniel „Danny“ Ocean              | George Clooney    | Martin Umbach         |
| Rusty Ryan                        | Brad Pitt         | Tobias Meister        |
| Linus Caldwell / Lenny Pepperidge | Matt Damon        | Simon Jäger           |
| Willy Bank                        | Al Pacino         | Frank Glaubrecht      |
| Terry Benedict                    | Andy García       | Stephan Schwartz      |
| Basher Tarr                       | Don Cheadle       | Dietmar Wunder        |
| Frank Catton                      | Bernie Mac        | Jan Odle              |
| Virgil Malloy                     | Casey Affleck     | Björn Schalla         |
| Turk Malloy                       | Scott Caan        | Gerrit Schmidt-Foß    |
| François Toulour                  | Vincent Cassel    | Patrice Luc Doumeyrou |
| Reuben Tishkoff                   | Elliott Gould     | Roland Hemmo          |
| Saul Bloom                        | Carl Reiner       | Friedrich G. Beckhaus |
| Livingston Dell                   | Eddie Jemison     | Hans Hohlbein         |
| Roman Nagel                       | Eddie Izzard      | Olaf Reichmann        |
| Abigail Sponder                   | Ellen Barkin      | Joseline Gassen       |
| Robert Caldwell                   | Bob Einstein      | Ekkehardt Belle       |
| Greco Montgomery                  | Julian Sands      | Bernd Vollbrecht      |
| Five Diamond Juror (VUP)          | David Paymer      | Bodo Wolf             |
| Bulldog                           | Scott L. Schwartz | Andreas Hosang        |
| Oprah Winfrey                     | Oprah Winfrey     | Martina Treger        |

## Musik
1. Not Their Fight – David Holmes
2. 11, 12 & 13 – David Holmes
3. Benedict Returns – David Holmes
4. Kensington Chump – David Holmes
5. Trapdoor Man – David Holmes
6. Laptops – David Holmes
7. Zippo’s – David Holmes
8. S***! S***! S***! – David Holmes
9. Dice Man – David Holmes
10. Diamond Locations – David Holmes
11. The Nose – David Holmes
12. Caravan – Puccio Roelens
13. Suite Bergamasque, Claire de Lune, No. 3 – Isao Tomita
14. Grand Opening – David Holmes
15. Earthquake – David Holmes
16. Fender Rhodes – David Holmes
17. Snake Eyes – David Holmes
18. All Sewn Up – David Holmes
19. This Town – Frank Sinatra
20. Soul Town – The Motherhood

## Kritiken
Kirk Honeycutt schrieb im Hollywood Reporter vom 25. Mai 2007, der Film beinhalte viel vom Geist des ersten Films. Als Drittausgabe komme er naturgemäß nicht mehr ganz so frisch daher, brauche sich dafür aber auch nicht langwierig mit der Vorstellung der einzelnen Figuren abzugeben.
Todd McCarthy schrieb in der Zeitschrift Variety, der „geschmeidige“ („smooth“), „elegante“ und „aussagekräftige“ Film setze die Tradition der ersten beiden Filme der Reihe im positiven Sinne fort.
Felicitas Kleiner schrieb über Ocean’s 13 im film-dienst vom Juni 2007: „Statt von der ‚Eleven‘ nach oben zu zählen, wäre der dramaturgischen Dichte vielleicht mit dem Gegenteil besser gedient gewesen. Insgesamt ist Soderberghs neuer Film kein großer Wurf, aber ein gut ausgespieltes Blatt allemal.“
Alexandra Stäheli schrieb in der Neuen Zürcher Zeitung vom 7. Juni 2007 davon, dass sich die Geschichte von einer raffinierten Idee zur nächsten hangele, „aber das Drehbuch von Brian Koppelman und David Levien den einzelnen Figuren nicht Gelegenheit gäbe, ihre ursprünglichen Fähigkeiten als Taschenspieler, Mechaniker, Trickdieb und Sprengstoffexperte im Zusammenhang sinnvoll einzusetzen. Stattdessen dominierten verwirrende technische Probleme und ihre völlig unrealistischen Lösungen, stetig wachsendes Personal sowie anstrengende Dialoge, die furchtbar gerne cool und smart wären und doch wie altbackene Werbespots klingen.“
Das Lexikon des internationalen Films urteilt: „Die zweite Fortsetzung der hochkarätig besetzten Gangster-Saga konzentriert sich ganz auf die Durchführung des genialen Plans und bietet dabei selbstironisch-entspannte Unterhaltung ohne nennenswerte dramaturgische Dichte. Kein großer Wurf, doch wird vor allem der komödiantische Aspekt der Geschichte recht geschickt ausgespielt.“

## Auszeichnungen
Der Film wurde im Jahr 2007 für den Teen Choice Award in drei Kategorien nominiert, darunter als Beste Komödie.
George Clooney und Brad Pitt wurden für den 2008 verliehenen People’s Choice Award nominiert.
Die Deutsche Film- und Medienbewertung (FBW) in Wiesbaden verlieh dem Film das Prädikat „besonders wertvoll“.

## Trivia
- „Billy Martin“ ist eine Anspielung auf den ehemaligen Baseballspieler Alfred Manuel „Billy“ Martin und bedeutet hier, eine zweite Chance zu erhalten. In der deutschen Synchronisation wurde der Name durch O.J. Simpson ersetzt.
- „Susan B. Anthony“ ist eine Bezugnahme auf den Susan-B.-Anthony-Dollar. In der deutschen Synchronisation wurde der Name durch Ali Baba ersetzt.
- „Morecambe & Wise“ bezieht sich auf das britische Komiker-Duo Eric Morecambe und Ernie Wise und wurde in der deutschen Synchronisation durch das Duo Ginger und Fred aus dem gleichnamigen Film ersetzt.
- Nur wer Frank Sinatra die Hand gegeben hatte, darf mitmachen: Eine Anspielung auf den Hauptdarsteller in der ersten Version von Ocean’s Eleven und dessen Kontakte zur Mafia.
- „Irwin Allen“ bezieht sich auf den Filmproduzenten von Katastrophenfilmen Irwin Allen und bezeichnet eine Gaunerei unter Zuhilfenahme einer angedrohten Naturkatastrophe. In der deutschen Synchronisation wurde der Name durch James Cameron ersetzt.
- „Der Brody“ bezieht sich auf die Nase des Schauspielers Adrien Brody.
- Die Dreierkombination, die Mr. Weng beim Roulette auswählt, sind die Zahlen 11, 12 und 13 – also die Zahlen aus den Titeln der Ocean’s Trilogie. In der deutschen Synchronisation wurden daraus die Zahlen 13, 14 und 15.
- Der Film wurde unter anderem in Las Vegas, in Los Angeles und in Rosamond (Kalifornien) gedreht.[11] Die Produktionskosten betrugen schätzungsweise 85 Millionen US-Dollar.[12]
- Der Film wurde am 24. Mai 2007 auf den Internationalen Filmfestspielen von Cannes vorgestellt. Er startete in den Kinos der USA am 8. Juni 2007, in den deutschen Kinos am 7. Juni 2007.[13] In den Kinos der USA spielte der Film ca. 117 Millionen US-Dollar ein.[12]
- In der deutschen Fassung des Films wurde Matt Damon durch Simon Jäger synchronisiert, da Matthias Hinze verstorben war.